# 我是神 (歌曲)
《我是神》（I am God）是美國音樂製作人邁克爾·沃爾佩（藝名Clams Casino）與英國歌手伊莫珍·希普合作的純音樂作品。Volpe在2009年通過採樣希普的歌曲《Just for Now》（2005年）創作了這首作品。該曲目後來被美國說唱歌手Lil B採用，成為其第二張混音帶《6 Kiss》（2009年）中同名歌曲的伴奏。Volpe在2011年自行發行了《我是神》，並於2012年收錄於他的混音帶《Instrumentals 2》中。經過多年努力解決採樣版權問題後，這首歌最終於2020年4月24日正式登陸串流平台，收錄於Volpe的《Instrumental Relics》合輯中。
作為雲霧饒舌的代表作，《我是神》以其空靈夢幻的風格著稱。這首歌獲網民當作邪典追捧，被粉絲多次重新上傳至社交媒體，其中包括使用法國電影《迷失紐約》（1989年）片段製作的音樂影片。該曲對雲霧饒舌流派產生了深遠影響，並獲得美國唱片業協會的金唱片認證。

## 背景與發行

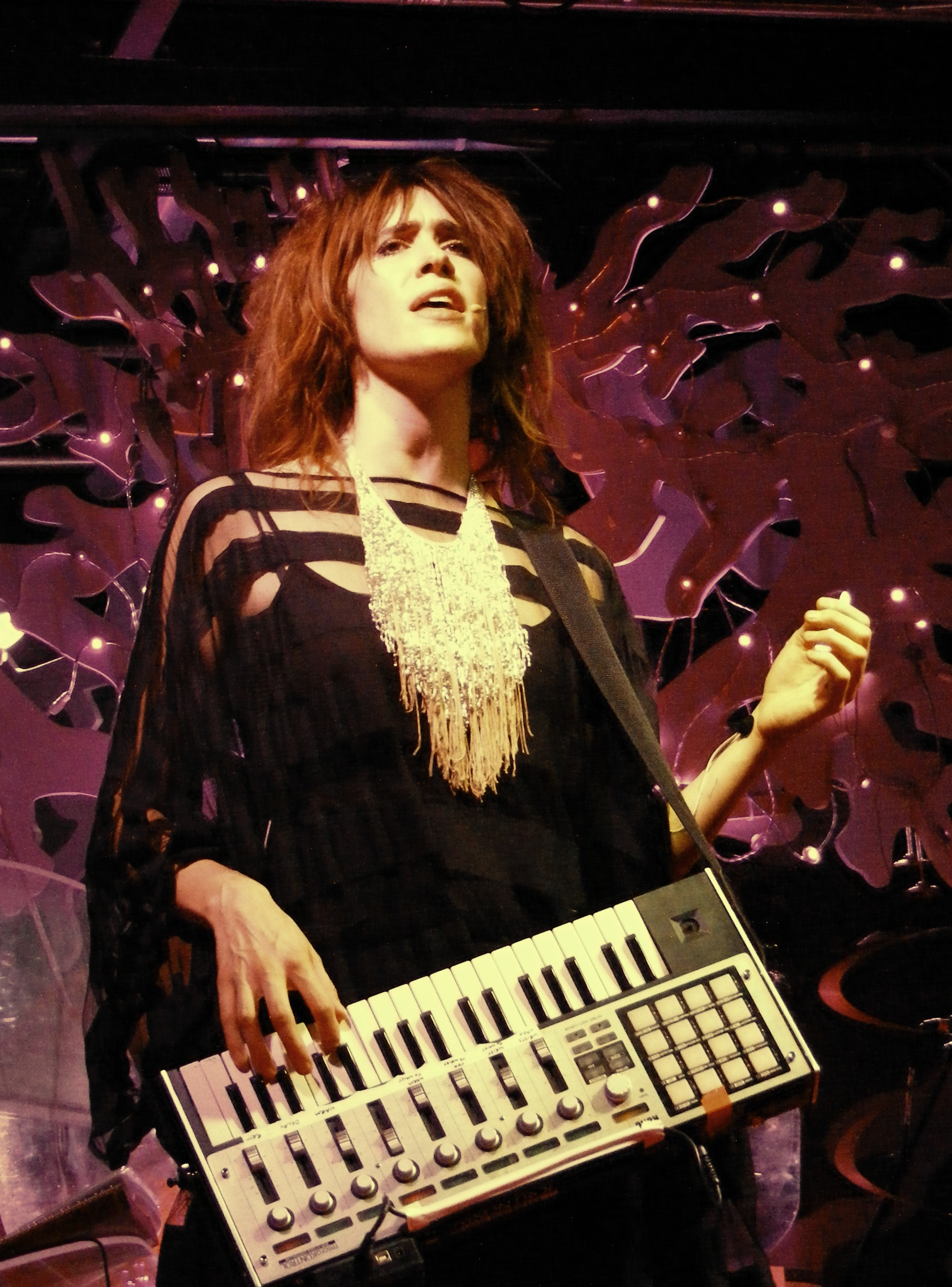
Clams Casino採樣了Imogen Heap（圖為2010年）的歌曲《Just for Now》。

Michael Volpe（藝名Clams Casino）是美國音樂製作人。他於2007年底開始認真投入音樂創作，當時主要通過MySpace聯繫藝人和說唱歌手，向他們發送免費的伴奏音樂。作為The Pack的忠實粉絲，他聯繫了其中一位成員Lil B。兩人於2008年9月通過MySpace相識，後來Volpe獲得了Lil B的電子郵件地址。
《我是神》創作於2009年4月左右。這首歌採樣了英國歌手Imogen Heap的作品《Just for Now》（2005年）。Volpe通過朋友介紹認識了Heap的音樂，並在聽過她的其他作品後發現了《Just for Now》。Volpe喜歡Heap在這首歌中的嗓音，並以此創作了多個節奏，包括《我是神》。他還創作了採樣倒放版《Just for Now》的《我是魔鬼》。
起初Volpe對《我是神》並不特別重視，但將伴奏發送給Lil B後，對方反應熱烈。Lil B隨後錄製了人聲部分，最終作品收錄於2009年12月22日發行的第二張混音帶《6 Kiss》中。Lil B後來還將《我是神》的伴奏展示給醬爆弟弟，後者在其歌曲《2 Milli》（2010年）中也使用了這段伴奏。
2011年，Volpe通過Zippyshare和Twitter非官方發行了《我是神》伴奏；次年這首歌收錄於他的混音帶《Instrumentals 2》中。最初Volpe並未考慮正式取得《Just for Now》採樣授權的問題；直到後來嘗試正式發行時才遇到版權難題，因為《Just for Now》是通過主流唱片公司發行的。雖然雙方團隊在解決採樣授權問題時遇到困難，但Heap本人對《我是神》表示欣賞，只要署名即可。2019年，Heap團隊表示同意正式發行。2020年4月24日，在取得《Just for Now》採樣權後，這首歌正式登陸串流平台，收錄於Volpe的《Instrumental Relics》混音帶中，Heap與Volpe共同署名。歌曲通過Clams Casino Productions發行，並由Second City Prints發行了以《我是魔鬼》為B面的7英吋黑膠唱片。

## 音樂風格
《我是神》是一首雲霧饒舌風格的純音樂作品。The Guardian的樂評人形容Volpe的製作如夢似幻且精緻，而MusicRadar的作者則認為它「性感」而鬆弛。Rolling Stone的Mosi Reeves稱其為「羊水般的」。在Lil B的版本中，Los Angeles Times的Randall Roberts認為Volpe讓《我是神》「聽起來就像說唱歌手本人一樣怪誕」。Pitchfork的Nadine Smith表示這首歌「在你的耳膜中逐漸衰減消散」，既創新又空靈。Vice的Dhruva Balram形容這段伴奏「迷幻」，而Smith認為其鼓點編排更接近boom bap而非陷阱風格。AllMusic的Paul Simpson則形容鼓點「渾厚」。
《我是神》大量採樣了Imogen Heap《Just for Now》的拉伸版本。Heap的人聲被處理得具有「漂浮的天使之音」特質，而Complex的Craig Jenkins則形容這些人聲如同幽靈般，伴隨著柔和的低音和壓抑的鼓點。Jon Caramanica在The New York Times中寫道，這首歌讓Heap的聲音聽起來比她個人作品更加孤寂。Simpson指出這些人聲帶來深邃的空間感，其精心編排堪比Philip Glass的作品。Smith稱這個採樣「令人難忘」，而Reeves則認為它極具創意。

## 影響與評價
多位樂評人認為《我是神》對雲霧饒舌流派影響深遠。Red Bull的Katie Cunningham稱其為該流派的「開山之作」，而Vice的Balram表示這首歌被普遍視為雲霧饒舌的誕生標誌。Complex的Schube稱其為該流派「輝煌而驚人的里程碑」，同刊的Kyle Garb則認為它是女巫浩室時代的關鍵作品。Spin將《我是神》列為2011年第七佳單曲。2012年，NME稱它「堪稱十年來最華美的伴奏」。2013年，Complex的Craig Jenkins將其列入「過去五年最佳25個說唱節奏」，認為它在Volpe充滿「宏大、海洋般製作」的作品中依然突出。2020年，Pitchfork的Smith在評介《Instrumental Relics》時稱《我是神》是「Clams Casino的決定性作品」。與伴奏版本一樣，Lil B的人聲版本也被視為重要且具影響力的雲霧饒舌作品，並被滾石評為史上第37佳西岸嘻哈歌曲。
《我是神》是Volpe最早為人熟知的作品之一，在網絡上被網民當作邪典追捧。2011年時，這首歌已激發許多人採樣《Just for Now》或重製《我是神》伴奏。Smith表示當這首歌2011年非官方發行時，立即成為「標誌性作品，被大量模仿卻難以複製」。《我是神》通過文件分享平台和YouTube、SoundCloud等社交媒體被粉絲瘋狂傳播，Cunningham稱其為嘻哈博客時代最具影響力的熱門作品之一。Complex的Schube指出截至2016年，這首歌已「半病毒式流傳多年」。2024年，它獲得美國唱片業協會金唱片認證，銷量達50萬認證單位。
一個使用法國電影《迷失紐約》（1989年）片段的非官方音樂影片與這首歌緊密關聯。該影片在歌曲正式發行前上傳至YouTube，至2020年5月已獲得2500萬次觀看。影片評論區充滿用戶對逝去親友的悼念。Balram指出《我是神》常與「希望與康復的故事」相關聯，許多網友描述這首歌在他們患抑鬱症期間產生的影響；Cunningham表示這首歌「引起許多人的深刻共鳴」。據Balram所述，這首歌獲得狂熱追捧的部分原因與兩起自殺事件有關：Billy Watts在去世前數週曾將這首歌發佈到他的Instagram帳戶，而David Higgs在4chan發佈的疑似遺書中也提到了這首歌——儘管無法確認他是否已離世。非官方音樂影片的標題後來更新，以紀念Watts和Higgs。

## 曲目列表
單曲 – 串流平台
- 《我是神》 — 4:37

"我是神" / "我是魔鬼" 7英吋黑膠
- 《我是神》 — 4:37
- 《我是魔鬼》 — 3:41

## 製作名單
根據7英吋黑膠內頁說明。
- Michael Volpe — 製作、混音
- Imogen Heap — 人聲採樣

## 認證
| 地區                   | 认证 | 认证单位/销量 |
| ---------------------- | ---- | ------------- |
| 美国（美國唱片業協會） | 金   | 500,000‡      |
| ‡僅含認證的+實際銷量   |      |               |

## 備註
1. ↑  參考來源包括：Red Bull、[1]Vice、[3]Complex、[4]以及Rolling Stone。[15]

## 外部連結
- YouTube上的官方影片